# Alpens
|  | Per a altres significats, vegeu «Alpens (Grècia)». |

Alpens és un municipi de la comarca del Lluçanès. Està situat al centre-oest de la regió de l'Alt Ter. És el terme més septentrional de la comarca, és punt d'unió entre les comarques d'Osona, el Berguedà i el Ripollès. S'hi troben les capçaleres de les rieres de Lluçanès, Gavarresa i de Sora, i és travessat de sud-est a nord-oest per la carretera de Berga a Sant Quirze de Besora. El territori, de 13,82 km², és muntanyós, limitat al nord-oest per la serra que va de Puig Cornador (1.212 m alt) a Santa Margarida de Vinyoles (1.125 m alt), que el separa del Ripollès. El poble és a 855 msnm.
El 3 de maig de 2023 el municipi, que fins aleshores formava part de la comarca d'Osona, va passar a integrar-se a la nova comarca del Lluçanès.

## Geografia
- Llista de topònims d'Alpens (Orografia: muntanyes, serres, collades, indrets..; hidrografia: rius, fonts...; edificis: cases, masies, esglésies, etc).

## El nom
El nom (escrit en antics documents Pinnos, Pintos i Pens) sembla derivar de penna o penya, concretament de la roca de Pena, propera a la població. Tot el terme pertanyia a la demarcació del castell de la Guàrdia de Ripoll, prop del santuari de Santa Margarida de Vinyoles (dins el terme de Les Llosses, i era format per les parròquies de Santa Maria d'Alpens i de Sant Pere de Serrallonga (avui sufragània d'Alpens). La notícia més antiga és del 1074, any en què el noble Folc llegà al monestir de Ripoll un mas situat a Sancta Maria de Pintos. El monestir, ja de bon principi el senyor alodial més important del terme, n'esdevingué senyor total quan l'abat Ramon de Savarrés adquirí el 1363 la jurisdicció de tot el terme del castell de la Guàrdia (amb les seves nou parròquies), que fou cedit com a dotació del monjo cellerer de Ripoll.

## El poble
El poble d'Alpens començà a ser ben conegut a la fi del segle xvi, gràcies a l'arxiu parroquial (conservat a l'Arxiu Diocesà de Vic); tenia aleshores 15 famílies, i s'inicià una notable creixença, que portà fins al 1788. Als segles xvii i xviii adquirí l'actual traçat de carrerons estrets amb cases de pedra de bonics portals i finestres amb llindes amb les dates d'edificació i els noms dels constructors. És remarcable l'harmoniosa plaça allargada, amb edificis de pedra uniformes, que ha sofert desencertades renovacions. La causa principal del creixement fou la indústria menestral de la parairia; abans del 1638 ja tenia una confraria gremial de paraires i teixidors, sota el patronatge de Sant Cristòfol, amb altar propi a l'església parroquial. El 1765 hi havia 10 fabricants de llana i 15 telers, que donaven feina a 20 paraires, 15 teixidors, 8 aprenents, 62 dones, dedicades a filar, i 18 nens, dedicats a fer rodets. En època moderna havia tingut una fàbrica de teixits de cotó, amb 100 telers, que tancà el 1967. Una moderna indústria tèxtil del grup Sativel (1973) ocupà una gran part de la població, sobretot el sector femení durant uns anys.

## Les esglésies
L'església parroquial de Santa Maria és un edifici barroc-neoclàssic, molt modificat. Reedificada des del 1708, cremada durant la Primera Guerra Carlina (1833-40) i restaurada en 1840-45, guarda l'altar major i algun altar lateral del segle xvi, d'escàs valor; la capella Fonda o del Santíssim és del 1846. El campanar (segles XV-XVI) fou renovat a la part superior o balustrada el segle xviii.

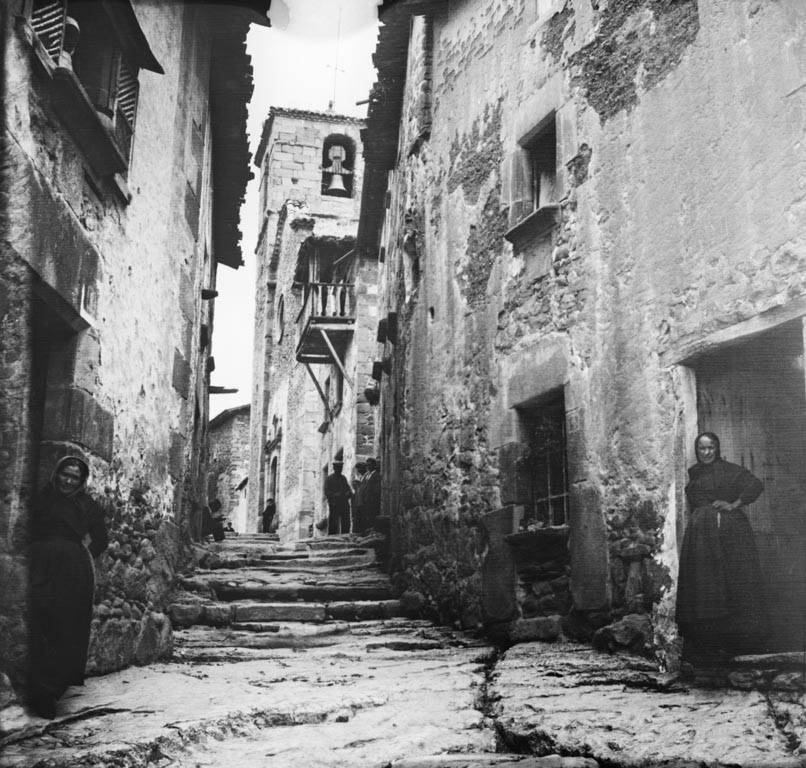
Carrer Graell d'Alpens vers el 1910

La capella romànica de Sant Pau de Colomer (abans Sant Pau de Terrades), coneguda des de 1190 dins la demarcació de l'antiga vila rural de Terrades, avui totalment desconeguda i reemplaçada pel gran mas del Colomer, és un edifici molt transformat (1757, 1887, 1947) que conserva íntegres la nau i l'absis romànics del segle XII; l'absis fou decorat el 1947 amb pintures de Pau Macià. Entre les importants masies del terme cal destacar el mas del Graell (amb la capella de Sant Joan, feta el 1717), l'esmentat mas del Colomer (transformat en casa residencial), els masos dels Plans, Pallarès, Petge, la Llena, Cardanyons, Serrallonga i Comià, supervivents de masos anteriors al segle xiv, molts dels quals amb grans casals renovats el segle xviii. Resten escasses ruïnes, no lluny del mas Pedresnegres, d'un casal o fortalesa anomenat Freixenet, conegut des del 1109 amb el cavaller Bernat, els senyors del qual foren castlans de Sora i d'Orís, llinatge que s'extingí el segle xv.

## Història
Davant la casa núm. 2 del carrer del Graell va morir, el 9 de juliol de 1873, el brigadier Cabrinetty fill de la Ciutat de Palma, en un enfrontament entre les tropes governamentals que comandava i les carlines del general Savalls. Sembla que morí d'un tret al clatell disparat des del campanar; però, per la indisciplina que hi havia en les tropes republicanes, corregué la notícia que havia estat mort pels seus mateixos soldats. Els carlins guanyaren, així, l'anomenada Acció d'Alpens, i el pretendent Carles de Borbó feu encunyar una medalla commemorativa i donà a Savalls el títol de marquès d'Alpens.

## Demografia
| 1497 f | 1515 f | 1553 f | 1717 | 1787 | 1857 | 1877 | 1887 | 1900 | 1910 |
| ------ | ------ | ------ | ---- | ---- | ---- | ---- | ---- | ---- | ---- |
| 6      | 7      | 10     | 331  | 527  | 820  | 517  | 486  | 470  | 460  |

| 1920 | 1930 | 1940 | 1950 | 1960 | 1970 | 1981 | 1990 | 1992 | 1994 |
| ---- | ---- | ---- | ---- | ---- | ---- | ---- | ---- | ---- | ---- |
| 437  | 529  | 482  | 449  | 417  | 292  | 224  | 249  | 245  | 245  |

| 1996 | 1998 | 2000 | 2002 | 2004 | 2006 | 2008 | 2010 | 2012 | 2014 |
| ---- | ---- | ---- | ---- | ---- | ---- | ---- | ---- | ---- | ---- |
| 256  | 273  | 264  | 277  | 290  | 307  | 312  | 303  | 304  | 300  |

| 2016 | 2018 | 2020 | 2022 | 2024 | 2026 | 2028 | 2030 | 2032 | 2034 |
| ---- | ---- | ---- | ---- | ---- | ---- | ---- | ---- | ---- | ---- |
| 294  | 273  | 261  | 281  | 270  | -    | -    | -    | -    | -    |

## Mundial de Ral·lis
Entre el 1991 i el 2004 el Ral·li Catalunya-Costa Brava va formar part del mundial de ral·lis. Osona n'acollia el parc tancat i els trams més emblemàtics així que Alpens va ser centre neuràlgic pels espectadors i punt de partida durant totes les edicions d'un dels trams més famosos del mundial, Alpens-Les Lloses.
Degut a la seva longitud de 22km, característiques complertes i l'espectacularitat de l'entorn, Alpens-Les Lloses va ser un fix i un dels trams més preuats i buscats pels pilots. L'any 2004 Marcus Grönholm fou l'útlim pilot en marcar scratch a Alpens i tancar una època daurada dels ral·lis.
Posteriorment al 2004 el poble no ha deixat de respirar motor, seguint sent una localització clau per molts equips del mundial per fer els testos de pretemporada degut a les bones característiques de l'asfalt Alpensí. Molts pilots s'han deixat veure pel poble mentre realitzaven tests de pretemporada com Mikko Hirvonen amb Ford, Tommi Mäkinen com a manager de Toyota provant el Yaris WRC, Thierry Neuville al ral·li de la Llana i l'últim que ha estat Sébastien Loeb aquest passat 2021 provant el nou Ford Puma Hybrid.
| Any  | Sector | Tram              | Pilot Guanyador   |
| ---- | ------ | ----------------- | ----------------- |
| 1991 | SS15   | Alpens-Vilada     | François Delecour |
| 1992 | SS5    | Alpens-Vilada     | Carlos Sainz      |
|      | SS9    | Alpens-Les Lloses | Didier Auriol     |
| 1993 | SS5    | Alpens-Vilada     | François Delecour |
|      | SS9    | Alpens-Les Lloses | Didier Auriol     |
|      | SS27   | Alpens-Les Lloses | Didier Auriol     |
| 1995 | SS4    | Alpens-Les Lloses | Juha Kankkunen    |
|      | SS21   | Alpens-Les Lloses | Didier Auriol     |
| 1996 | SS2    | Alpens-Les Lloses | Piero Liatti      |
|      | SS15   | Alpens-Les Lloses | Colin McRae       |
| 1997 | SS2    | Alpens-Les Lloses | Gilles Panizzi    |
|      | SS15   | Alpens-Les Lloses | Colin McRae       |
| 1998 | SS2    | Alpens-Les Lloses | Didier Auriol     |
|      | SS15   | Alpens-Les Lloses | Didier Auriol     |
| 2000 | SS2    | Alpens-Les Lloses | Richard Burns     |
|      | SS5    | Alpens-Les Lloses | Armin Schwarz     |
| 2001 | SS2    | Alpens-Les Lloses | Tommi Mäkinen     |
|      | SS5    | Alpens-Les Lloses | Philippe Bugalski |
| 2002 | SS9    | Les Lloses-Alpens | Gilles Panizzi    |
|      | SS12   | Les Lloses-Alpens | Gilles Panizzi    |
| 2003 | SS2    | Alpens-Les Lloses | Sébastien Loeb    |
|      | SS3    | Alpens-Les Lloses | Gilles Panizzi    |
| 2004 | SS2    | Alpens-Les Lloses | Sébastien Loeb    |
|      | SS5    | Alpens-Les Lloses | Sébastien Loeb    |
|      | SS7    | Les Lloses-Alpens | Sébastien Loeb    |
|      | SS11   | Les Lloses-Alpens | Marcus Grönholm   |

## Trobada Internacional de Forjadors d'Alpens
Des del 2001 s'hi realitza la Trobada de Forjadors d'Alpens, que el 2009 passa a ser la Trobada Internacional de Forjadors d'Alpens, i a partir del 2010 passa a ser bianual, tenint lloc per la Fira de Maig, el penúltim cap de setmana de maig dels anys parells. Hi assisteixen més de 170 forjadors, principalment de Catalunya, però també de la resta de l'estat i d'altres països, que realitzen una peça col·lectiva que, després de tres dies de feina, es col·loca el diumenge. El 2020 no es va celebrar a causa de la pandèmia de CÒVID-19, i el 2022 es va reprendre amb la XV edició. El coordinador de la Trobada és Enric Pla i Montferrer, mestre artesà forjador i escultor, nascut a Lluçà i que viu i treballa a Alpens.

### Escultures destacades
- El Manelic, 1972, de Joan Prat (1898 - 1985), ferrer i forjador d'Alpens, situada a la plaça d'Antoni Canelles.
- L'arbre de Vulcano, obra col·lectiva dirigida per Miquel Xirau en la IX Trobada de Forjadors, 2009, situada davant de la Fàbrica Vella.[6]
- Escultura al·legoria a la Colla dels Diables d'Alpens, obra col·lectiva dirigida per Miquel Xirau en la X Trobada Internacional de Forjadors, 2010, situada al Ramal.[7]
- La Dansa Alpensina, obra col·lectiva dirigida per Miquel Xirau en la XI Trobada Internacional de Forjadors, 2012, situada a la carretera de Berga.[8]

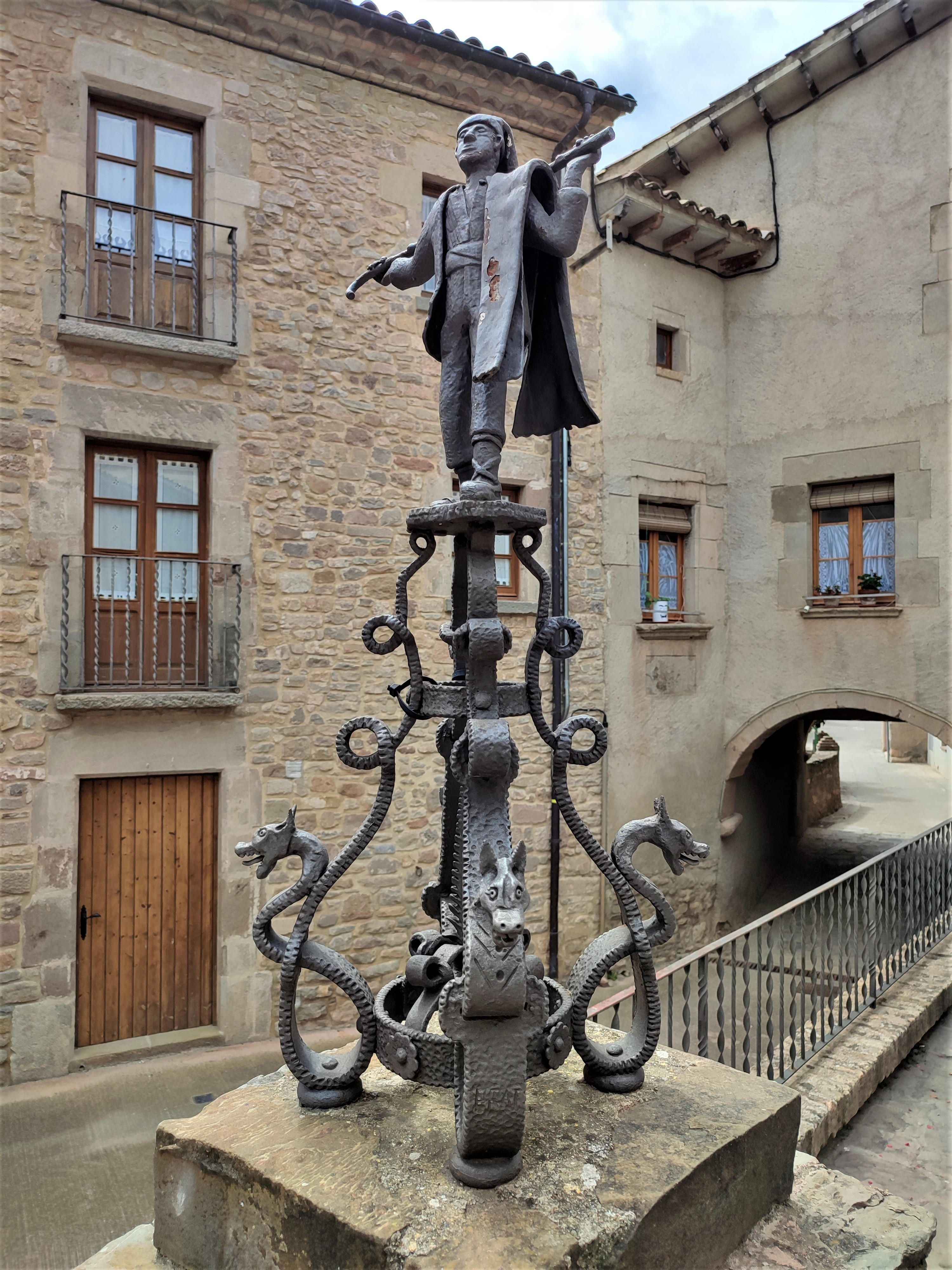
El Manelic, de Joan Prat, 1972
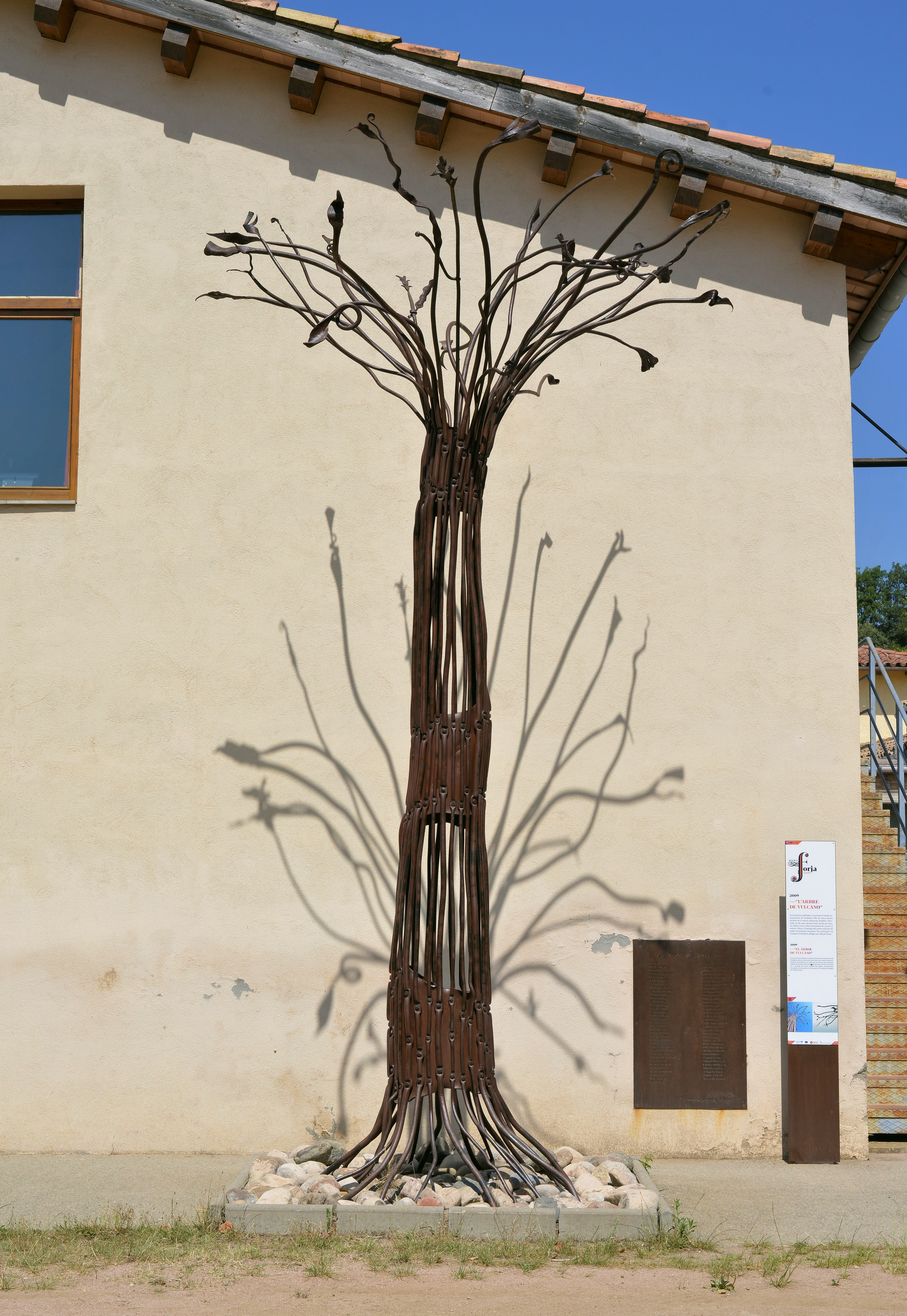
L'Arbre de Vulcano, 2009
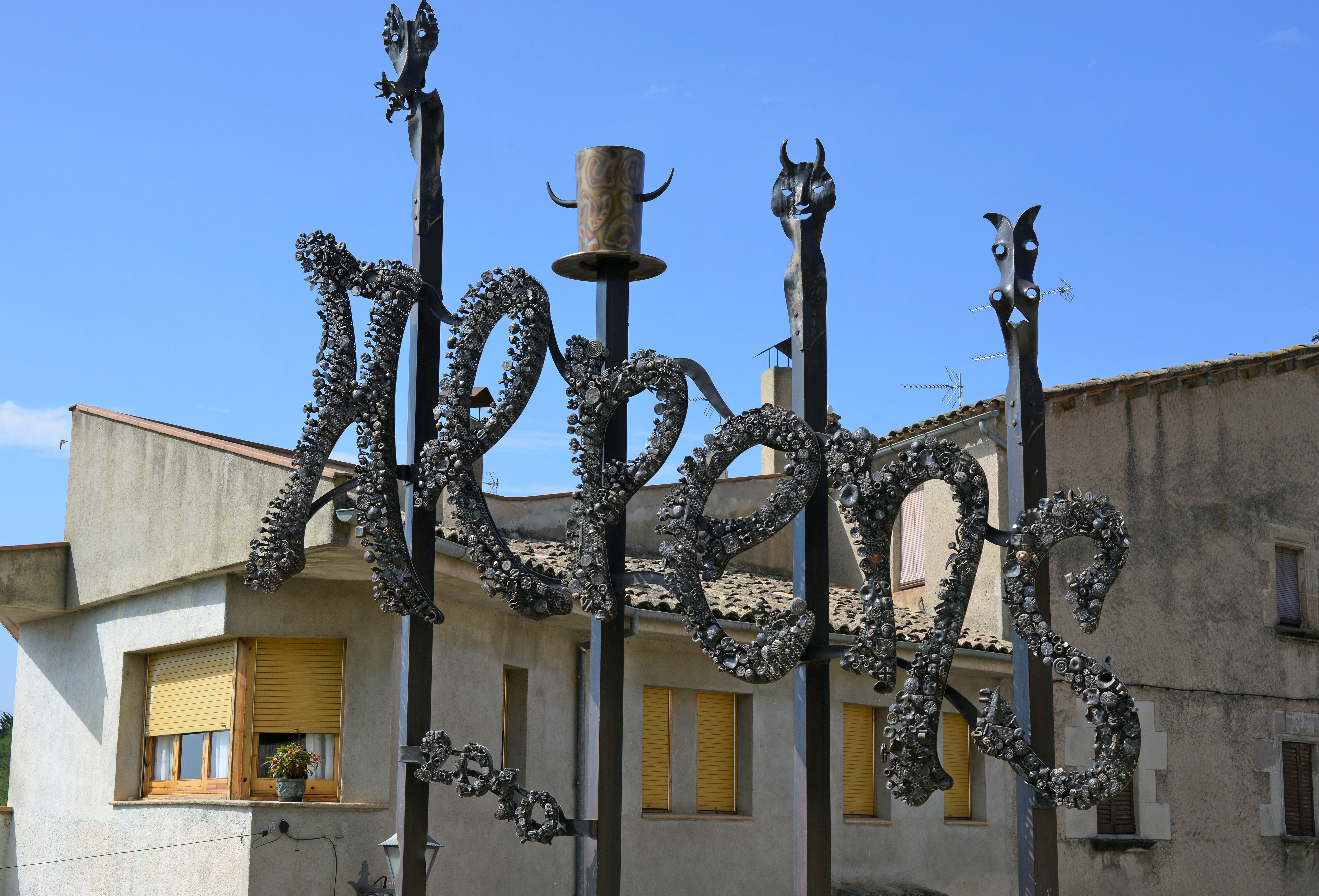
Colla dels Diables d'Alpens, 2010
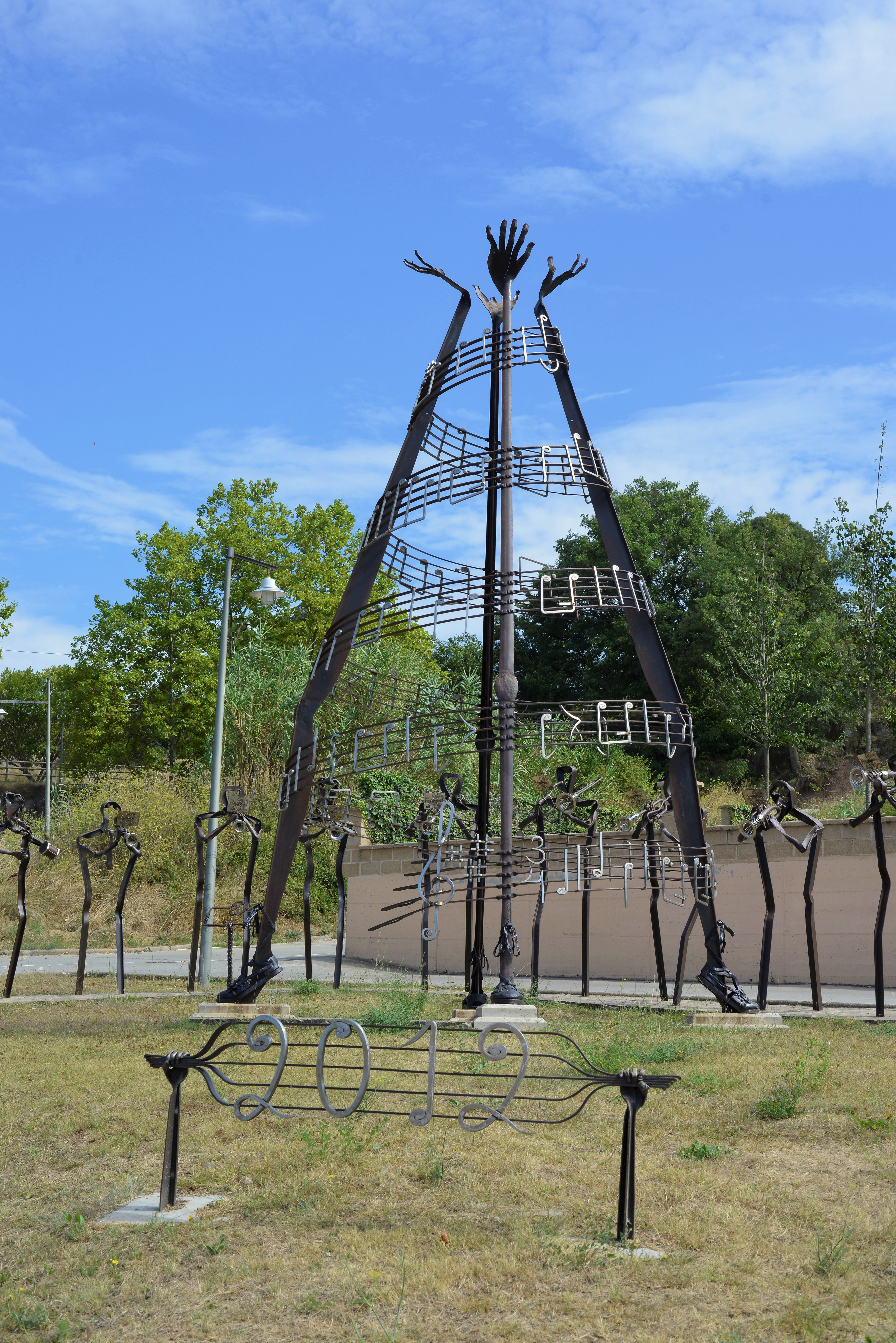
La Dansa Alpensina, 2012
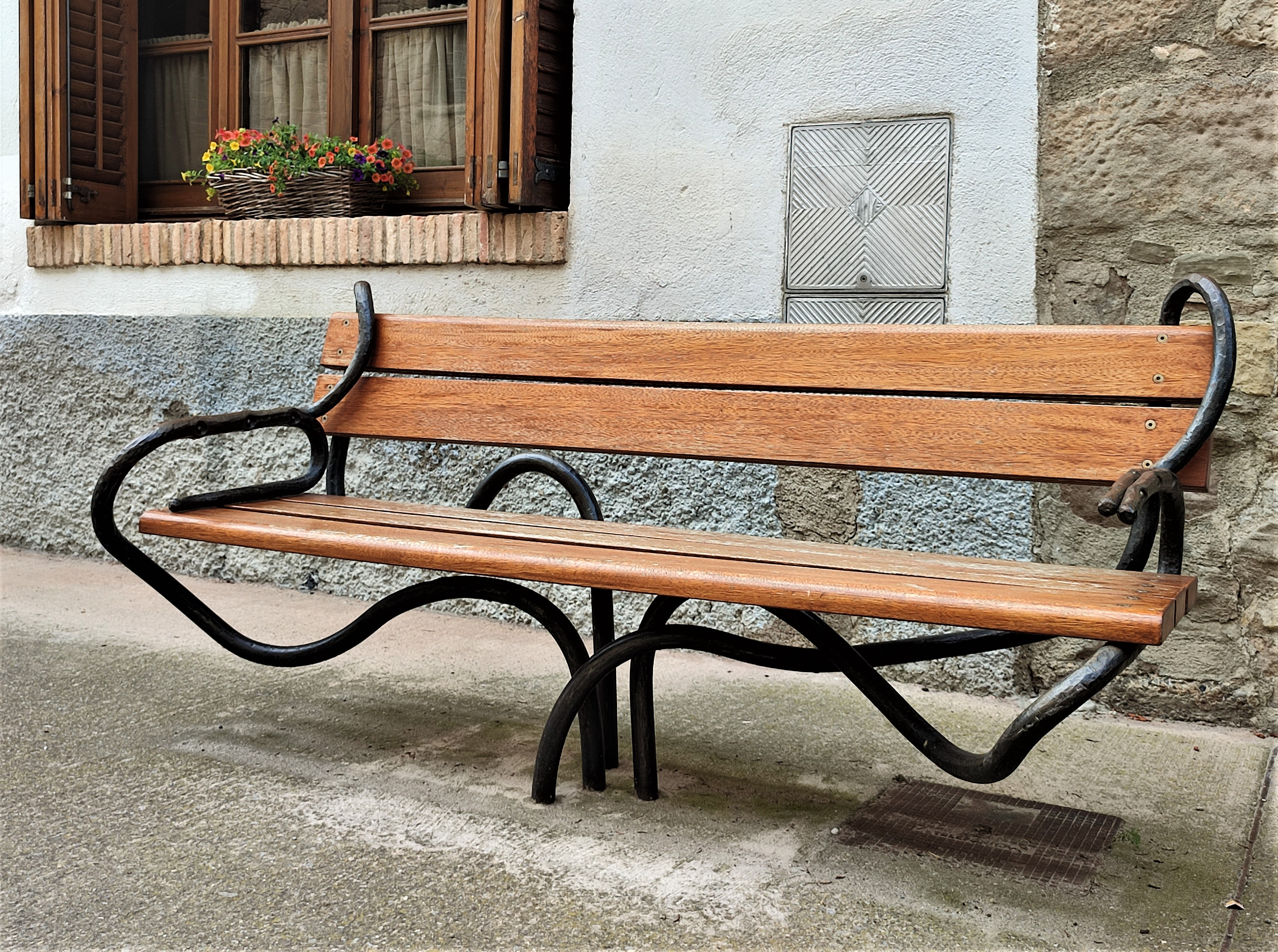
Banc en espai públic, 2018